# Duinpieper
De duinpieper (Anthus campestris) is een zangvogel uit de familie van de piepers en kwikstaarten (Motacillidae).

## Kenmerken
Net als de andere piepers zoals de graspieper is de duinpieper een slanke vogelsoort, bruin van kleur en met een lange staart. De duinpieper is 15,5 cm lang en lijkt sterk op de grote pieper. Hij is zandkleurig, vrij egaal van boven en er loopt een donker streepje van de snavel naar het oog. Het is een vogel van open droge terreinen met een ijle begroeiing.

## Verspreiding en leefgebied
Deze soort komt voornamelijk voor in Centraal- en Zuid-Europa en in Midden-Azië. Ook zijn ze te vinden in Noord-Afrika (Marokko, Tunesië).

## Voorkomen in Nederland
In Nederland en België komen (kwamen) duinpiepers tijdens het broedseizoen voor. Echter, het zijn zeer schaarse broedvogels. In Nederland werd het aantal broedparen in het jaar 2000 geschat op hoogstens 30 paar, terwijl er sprake is van een gestage achteruitgang sinds 1990. Praktisch is de vogel sinds 2003 als broedvogel in Nederland uitgestorven.
Als doortrekker wordt de duinpieper in zeer klein aantal waargenomen, vooral in de maand september, maar ook op de voorjaarstrek vooral eind april.

## Status
Doordat de vogel zo zeldzaam is en de habitat (heide en stuifzand) steeds dichtgroeit staat de soort nu als ernstig bedreigd op de Nederlandse rode lijst. In Vlaanderen is de vogel volgens de rode lijst verdwenen. Omdat de vogel verder wijd verspreid door Midden- en Zuid-Europa en Centraal Azië voorkomt, is de duinpieper internationaal niet bedreigd en heeft de status veilig op de IUCN-lijst.